# Udalrich von Graz
Udalrich von Graz (Ulrich, urkundlich erstmals 1151; † nach 1156) war ein hochfreier Adeliger, Urenkel des Aribo II. und Sohn des Bernhard von Stübing. Er war der jüngste Bruder der 1151 hingerichteten Konrad von Feistritz und Adalram und trat nach deren Tod in das Stift Seckau ein. Sein umfangreicher Grazer Besitz, der von der Mur bis vor Sankt Ruprecht an der Raab reichte, wurde ca. 1156 von Markgraf Ottokar III. eingezogen. Er war auch der erste namentlich erwähnte Besitzer von Mariatrost.
In der älteren Forschung (bis 1978) wurde er allgemein mit seinem und seines Vaters Gefolgsmann und Grazer Burggrafen Udalrich von Graz gleichgesetzt.